# Fodera
Fodera це відомий американський виробник бас-гітар. Бас-гітари Fodera виготовляються в майстерні, що знаходиться у Брукліні, Нью-Йорк.
Вінні Фодера (Vinnie Fodera) та Джоі Лауріселла (Joey Lauricella) заснували свою власну компанію близько 1983 року після припинення свого співробітництва із компанією Ken Smith basses. Баси Fodera відомі надзвичайно високою якістю виготовлення, використанням екзотичних порід дерев та прозорою обробкою деревини, інноваційними системами звукознімачів, а також тим, що всі вони виготовляються виключно вручну. Хоча й Fodera більше відома, як виробник бас гітар, вона все ж виготовляє обмежену кількість електрогітар на рік. Багато хто не усвідомлює, що першим офіційним інструментом Fodera була електрогітара. Баси Fodera часто досить дорогі, у зв'язку з використовуваними матеріалами та тонкою кваліфікованою роботою, що пов'язана із їх виготовленням. Бас-гітари Fodera легко впізнати за інкрустованим метеликом на голові грифу більшості моделей. Інші інноваційні особливості включають радикальний на той час дизайн деки бас-гітари з одним вирізом (single cut), ясеневий гриф та відкриті звукознімачі з двома котушками, що вкриті дерев'яними кришками.
Баси Fodera розвивалися коли кілька обдарованих майстрів спрямували свої здібності для вирішення проблем, з якими стикалися багато бас-гітаристів. Ергономічні, звукові та естетичні якості інструментів Fodera незабаром призвели до величезного попиту на продукцію компанії серед професійних бас-гітаристів. Високий попит зберігається й досі, про що свідчить обсяг замовлень, що ще будуть виконуватися протягом більш ніж 2 років. Баси Fodera все ще є рідкістю, протягом минулих 25 років було виготовлено трохи менше 3000 інструментів.
Модельний ряд компанії включає серії Monarch, Emperor, Emperor II, Imperial, Signature, BeezElite та NYC.